# Ilhéu das Rolas
Ilhéu das Rolas is een eilandje in de Golf van Guinee. Het ligt net ten zuiden van Sao Tomé en maakt deel uit van de republiek Sao Tomé en Principe.
Het eiland is ca. 3 km² groot en kent ongeveer 200 inwoners die leven van de opbrengsten van het toeristische resort op het eiland. Het eiland ligt exact op de evenaar en er is ook een monument ter ere van dit feit. Ilhéu das Rolas is alleen bereikbaar per boot vanuit Porto Alegre op Sao Tomé. Administratief valt het eiland onder de provincie Sao Tomé en het district Caué.

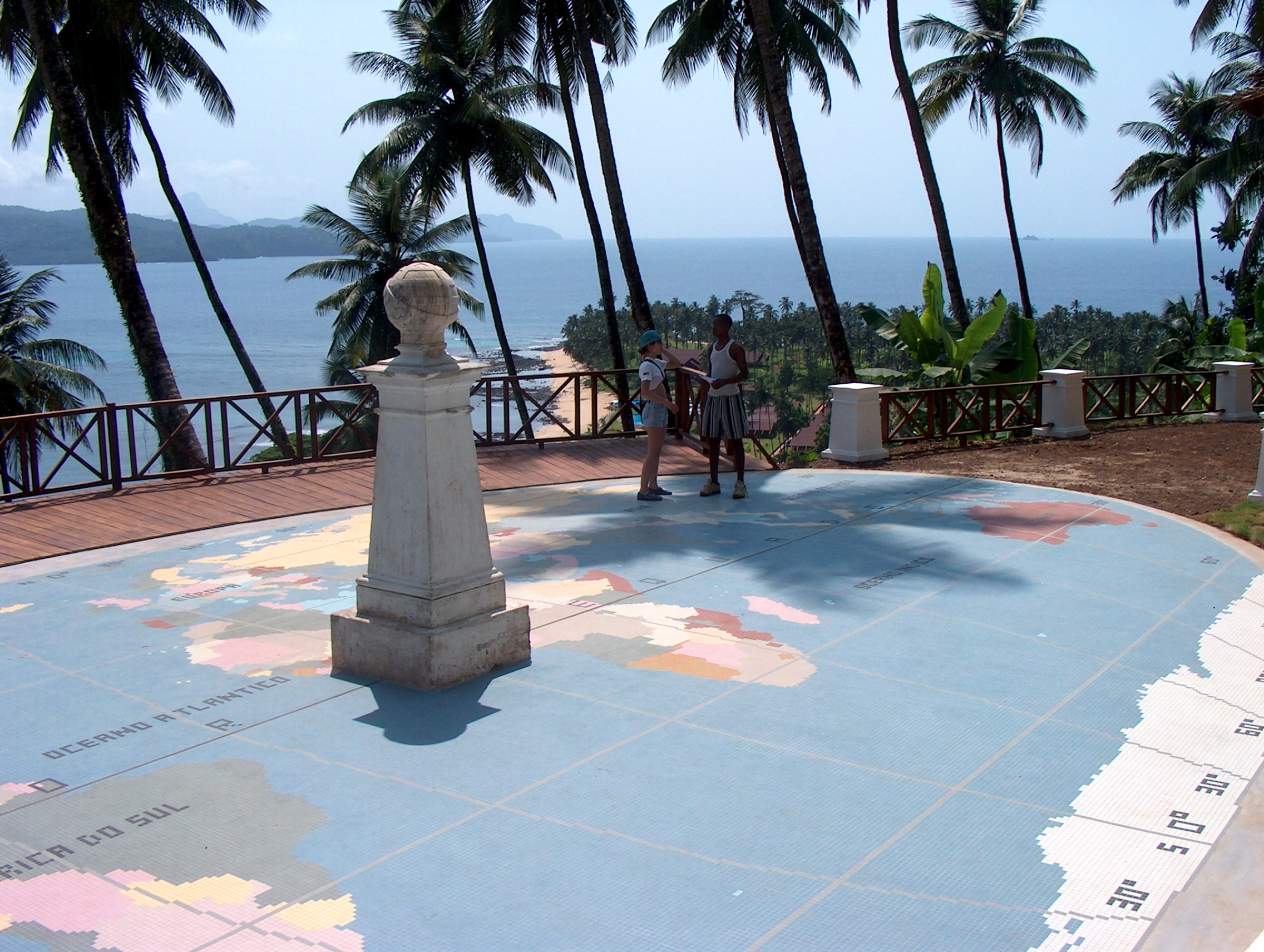
Evenaarmonument
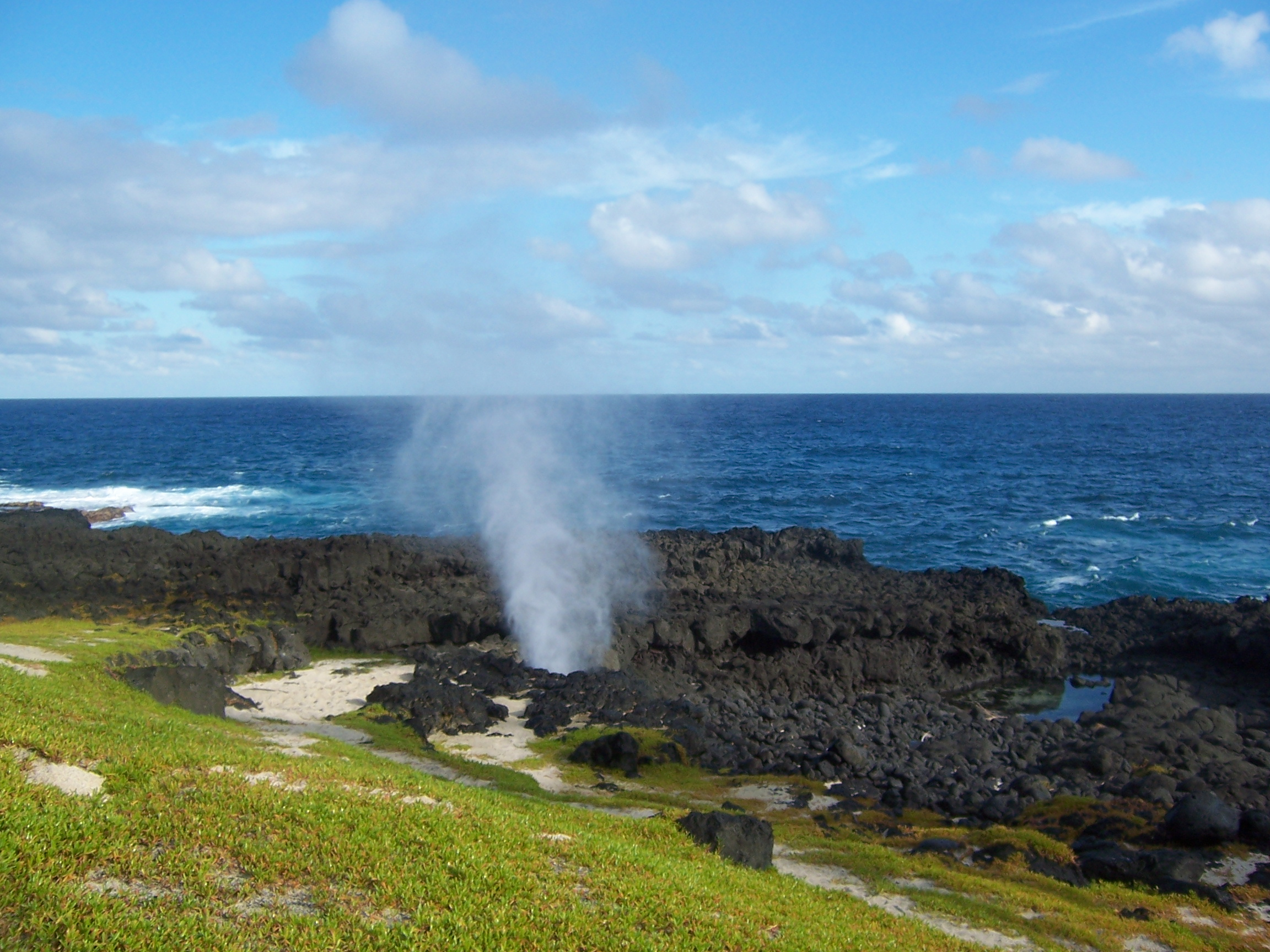
Furna op Rolas
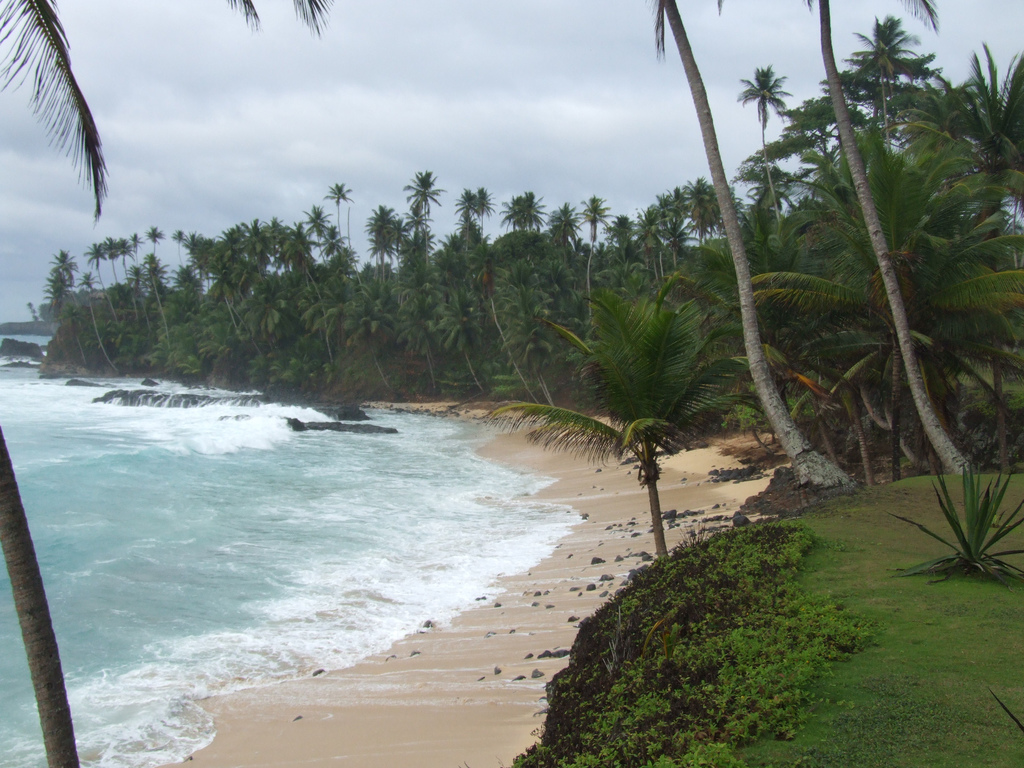
Strand Santo António
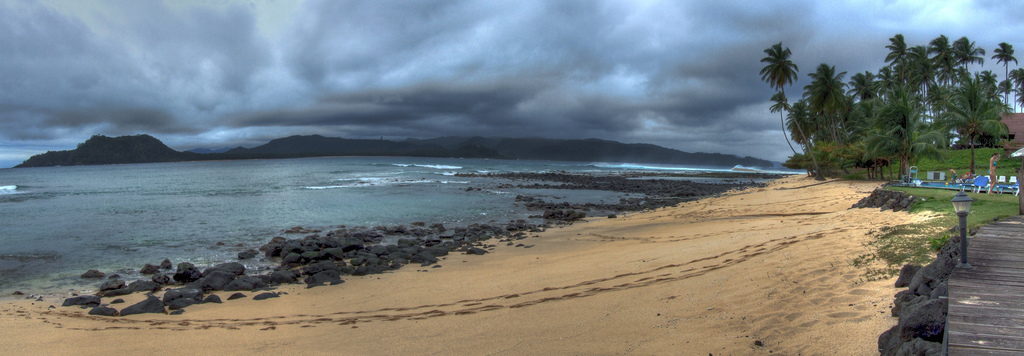
Strand
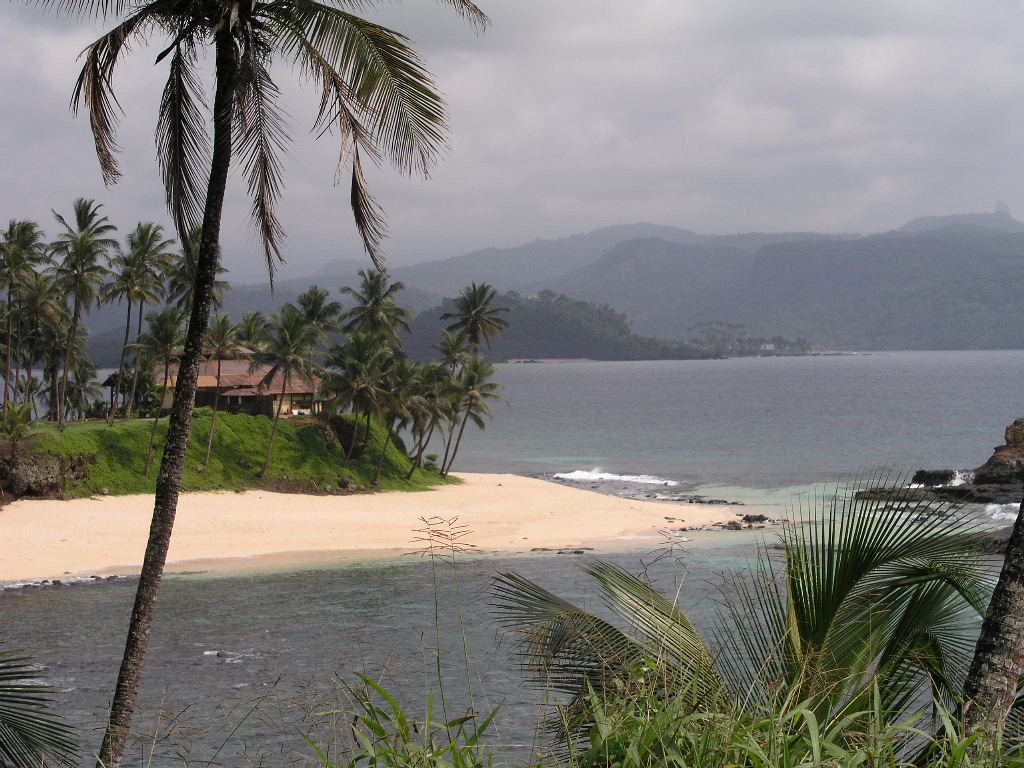
Resort Pestana Equador
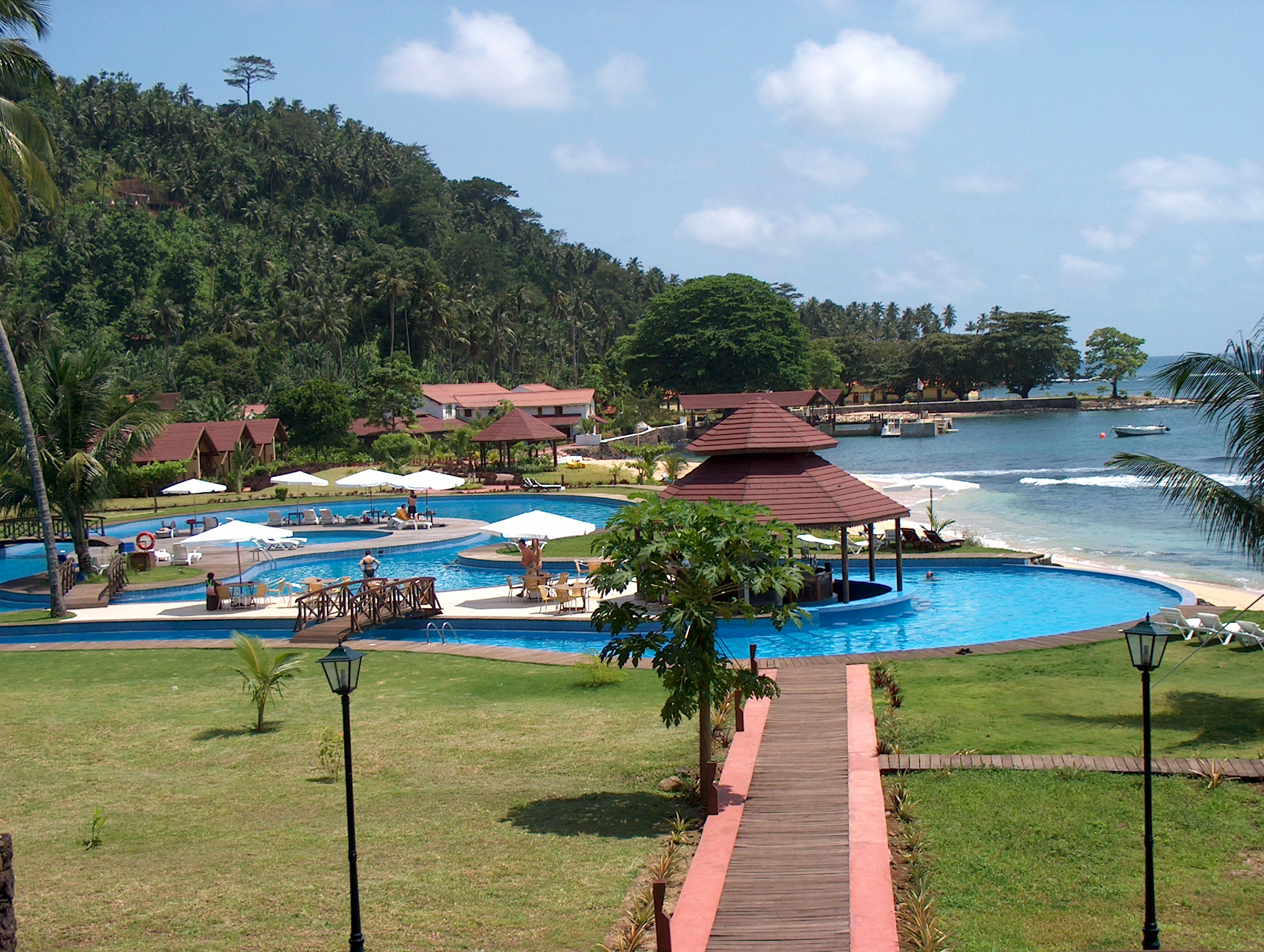
Resort Pestana Equador

Provincies: Sao Tomé (Sao Tomé) · Principe (Santo António)
Districten: Água Grande (Sao Tomé) · Cantagalo (Santana) · Caué (São João dos Angolares) · Lembá (Neves) · Lobata (Guadalupe) · Mé-Zóchi (Trindade) · Pagué (Santo António)
Eilanden: Ilhéu Bom Bom · Ilhéu das Cabras · Ilhéu Caroço · Principe · Ilhéu das Rolas · Ilhéu de Santana · Sao Tomé · Tinhosa Grande · Tinhosa Pequena